# Fiat R.2
El Fiat R.2 era un monomotor de reconocimiento biplano biplaza desarrollado por la compañía italiana Fiat Aviazione a finales de la década de los años diez del siglo XX.
Según algunas fuentes fue la primera aeronave en ver la luz con la marca FIAT, mientras otros indican que la producción estaría todavía con la precedente denominación de Societa Italiana Aviazione S.I.A. (Sociedad Italiana de Aviación); en esta bibliografía, la aeronave se denominaría como S.I.A. R.2, aparentemente esta denominación se aplicó a las aeronaves construidas durante la Primera Guerra Mundial y la denominación FIAT se utilizó posterior al conflicto.

## Historia del proyecto
Nacido en el transcurso de 1918, el proyecto de la aeronave de reconocimiento R.2, se atribuye, una vez más según fuentes diversas, al ingeniero Celestino Rosatelli o al ingeniero Miro Gamba. Sin embargo, el trabajo de Rosatelli habría sido destinado al reforzamiento general de la estructura y, más en específico, a la revisión del empenage, se rediseñó la estructura de la cola para ser construida en tubo metálico soldado.
Adicionalmente existe la contradicción que indica, que el proyecto estaría derivado de la revisión de una aeronave anterior, fabricada por la S.I.A., en algunos casos se identifica que es el S.I.A. 7B.1 o, más en detalle, el S.I.A. 7B.2, mientras otros indican que desciende del S.I.A. 9B. En realidad los diseños anteriores al R.2 estuvieron plagados de accidentes por debilidad estructural, varios sucedieron durante sus vuelos de entrega y otros en el frente de batalla, estos sufrían del desprendimiento de su ala superior, fue atribuido a la mala atención en el terminado de las aeronaves y la mala redacción del manual de mantenimiento, antes de que la S.I.A. fuera reabsorbida por la FIAT, se diseñó un nuevo modelo con mejor atención a la fuerza estructural, el S.I.A. 8B, que quedó solo en prototipo, pero fue la base para el diseño del R.2, el 8B era el fuselaje mejorado del SIA 7B.2 con alas completamente rediseñadas, basadas en las del SIA 9B.

## Técnica
El Fiat R.2 era un biplano de tipo clásico para la época, el fuselaje construido en madera y reforzado con cables de acero, poseía una estructura secundaria a los lados que soportaba la cobertura en tela, es probablemente el único modelo de la serie S.I.A. y FIAT que tuvo el fuselaje recubierto en tela, dotado de un único motor en la proa, movía una hélice bipala, con doble cabina de tipo abierta, en disposición tándem; las alas de igual envergadura (arriba y abajo) eran interconectadas por una doble pareja de montantes y arriostradas con cables, entre ellas y el fuselaje, el empenage de tipo monoplano arriostrado con cables y un montante del fuselaje a su intradós en ambos estabilizadores horizontales.
El tren de aterrizaje era fijo convencional, de tipo biciclo, con ruedas simples interconectadas por un eje rígido en el tren principal y en la parte posterior tenía un patín de cola, de madera.
El motor instalado era el Fiat A.12 bis: se trataba de uno de 6 cilindros en línea, enfriado a líquido, capaz de entregar la potencia de 300 CV; accionaba una hélice bipala, una mejora del motor FIAT A.12 que alcanzaba los 260 hp a plena potencia.
El armamento estaba constituido de dos metralletas: una fija, sobre el lado izquierdo del fuselaje, entre la cabina delantera y el motor (disparaba mediante sincronizador a través el disco de la hélice), y otra u otras (en par) móvil giratoria a disposición del observador en la cabina trasera.

## Empleo operativo
El Servicio Aeronáutico hizo un primer pedido para 500 ejemplares de la aeronave que vino a ser reducido a 129 aparatos, debido al cese de las hostilidades. En Italia la aeronave fue empleada por el Servicio Aeronáutico del Regio Ejército en las fases finales de la Primera Guerra Mundial mientras la aviación turca (4 ejemplares) lo empleó en el curso de acciones bélicas durante la guerra de independencia.
La 113ª Squadriglia usaba los R.2 en el 1922.
En el curso del 1923 se le solicitó a la FIAT fabricar otras nueve aeronaves para sustituir aquellos dañados durante el empleo en las respectivas unidades.
.La 114ª Squadriglia recibe algunos en octubre de 1918 y el 30 octubre un R.2 es abatido en Sacile más allá del Piave por fuego antiaéreo, durante un ataque al suelo.
La 112.ª Squadriglia recibe uno en octubre de 1918.
La 115ª Squadriglia recibe uno el 22 de octubre de 1918.
La 39.ª Squadriglia somete a pruebas uno el 28 de octubre de 1918, recibe algunos al final del 1919 y después del verano 1921 cambia los R.2.
La 38.ª Squadriglia después de la guerra pasa por los R.2 y después de ser desbandada el 20 de diciembre de 1920 en el 1922 renace con los R.2.
Al 15 de enero de 1919 la 25ª Squadriglia tenía 12 ejemplares. En septiembre de 1926 la 36.ª Squadriglia va a Mogadiscio en sus R.2 en la Somalia italiana.
Apreciados más por las tripulaciones que por los encargados del mantenimiento, los R.2 quedaron en servicio en las unidades de reconocimiento de la Regia Aeronáutica hasta 1927, participando en las guerras coloniales italianas, se afirma que estuvieron sirviendo en Etiopía en 1926 (una vez más las fuentes son discordantes entre sí y se halla que indica el retiro del servicio activo en el transcurso del 1925). De seguro, al 1º julio 1927, el informe sobre el "Programa de desarrollo y balance relativo a 92 squadriglie y 3 dirigibles para el 1º julio 1928" afirmaba que eran dos las esquadrillas que mantenían todavía en línea a los R.2 en esas fechas, excluyendo las colonias, se mantenían aún 23 ejemplares.
En Turquía, otro de los usuarios militares del R.2, fueron empleados 4 ejemplares, estos fueron adquiridos en Italia por el empresario Nafiz Bey en 1920 y donados al gobierno turco, los dos primeros fueron volados a la ciudad de Bolu, con un intervalo de 10 días debido a las condiciones climáticas, el primero se dañó en el aterrizaje y el segundo posteriormente también se dañó durante vuelos de entrenamiento. Las dos aeronaves remanentes se integraron a la 1º compañía aérea (1st Tayyare Company), una de ellas fue derribada en combate en la Batalla de Sakarya en 1921 y la otra se perdió durante la guerra de independencia.
No existen ejemplares conservados de esta aeronave. Hay una réplica en el aeropuerto de la ciudad de Erzurum en Turquía, no es exacta al 100 %, debido a la falta de datos técnicos históricos de esta aeronave.

## Su paso por Sudamérica
Después de terminadas las hostilidades de la Primera Guerra Mundial, la mayoría de los países beligerantes terminaron con grandes cantidades de excedentes de guerra, que debieron ser o destruidos o vendidos, es así que el año 1919 parte desde Génova Italia una misión militar de buena voluntad, con rumbo a Buenos Aires Argentina. El arribo de dicha misión coincide con la llegada de otras dos misiones militares, francesa e inglesa, todas son ubicadas en el aeródromo militar de Buenos Aires, El Palomar. El parque aeronáutico con que contaba la misión italiana estaba integrada de: 2 Ansaldo S.V.A. 5, 2 S.V.A. 10 y 2 Ansaldo A-1 "Balilla", 2 Farman F40, 2 S.A.L.M. Aviatik S.2, 2 FIAT R.2 y 4 Bombarderos Caproni, además de hidroaviones para la aviación naval.
Uno de los FIAT R.2 llegó a Argentina modificado de fábrica con doble comando y sin armamento para ser aeronave escuela, tuvo varias actividades durante su estadía en Argentina con número de registro R.2-8584. El número de registro del otro era R.2-8579, voló con la mayoría de las aeronaves de la misión italiana el 24 de mayo de 1919, en el desfile de celebración de las fiestas mayas, lanzando panfletos conmemorativos, era de configuración estándar de observación.
El R.2 realizó varios raids desde Buenos Aires el mismo año, al mando de diferentes pilotos.
Durante la gran inundación de la provincia de Buenos Aires en 1919, el R.2 fue empleado para hacer relevamiento de las zonas anegadas en cooperación con la gobernación de Buenos Aires. Durante uno de esos vuelos al mando del Sargento Mario Liverani el 8579 tiene un fallo de motor y hace un aterrizaje de emergencia cerca de la población de Caseros, el percance deja destruido al avión, el pasajero que volava en ese momento sale ileso y Liverani con una herida en la pierna. El otro R.2 8584, ensamblado en julio efectuó vuelos igualmente entre ciudades de Argentina.
En agosto de 1919 la misión militar italiana, terminó sus actividades en Argentina, parte del material aéreo fue donado y lo demás vendido, a empresarios argentinos que crearon una aerolínea con algunas de las aeronaves, en 1920 fueron desmovilizada al aeródromo de El Castelar, donde se estableció la escuela de pilotos Italo-Argentina, El R.2 que quedó, se mantuvo graduando a diversos pilotos que pasaron por dicha escuela durante ese año.
Para mediados del año 1921, el R.2 es adquirido por el Sr. Juan Mendoza y Nernuldes, que se convertiría en el primer piloto civil Boliviano, junto a su socio, el Sr. Alfredo Etienne, empresario de Oruro, son quienes llevan el avión a Bolivia desarmado, en tren. Efectúa varios vuelos, comenzando con 2 vuelos en la localidad de Uyuni el 10 de noviembre de 1921, luego el avión es nuevamente desarmado y trasladado a la localidad de Poopó, desde donde efectúa su vuelo más importante, recorriendo una distancia de 50 km entre Poopó y su ciudad natal, Oruro, el sábado 19 de noviembre de 1921. Se tenía planeado efectuar otro raid Oruro-La Paz, pero por las condiciones climáticas dicho vuelo se fue retrasando. El 25 de febrero de 1922 realiza un vuelo en la ciudad de Cochabamba, donde el R.2 al aterrizar se accidenta y queda muy dañado (publicado en La Paz el 4 de marzo de 1922), al parecer este acontecimiento dio fin a la vida del FIAT R.2, ya que no hay más datos del destino cierto de dicha aeronave posterior al accidente.

## Usuarios
ITALIA 1861-1946
- Servicio Aeronáutico del Regio Ejército
- Regia Aeronáutica

  Turquía
- Hava Kuvvetleri Müfettişliği

operó con cuatro ejemplares adquiridos a Italia.

## Especificaciones

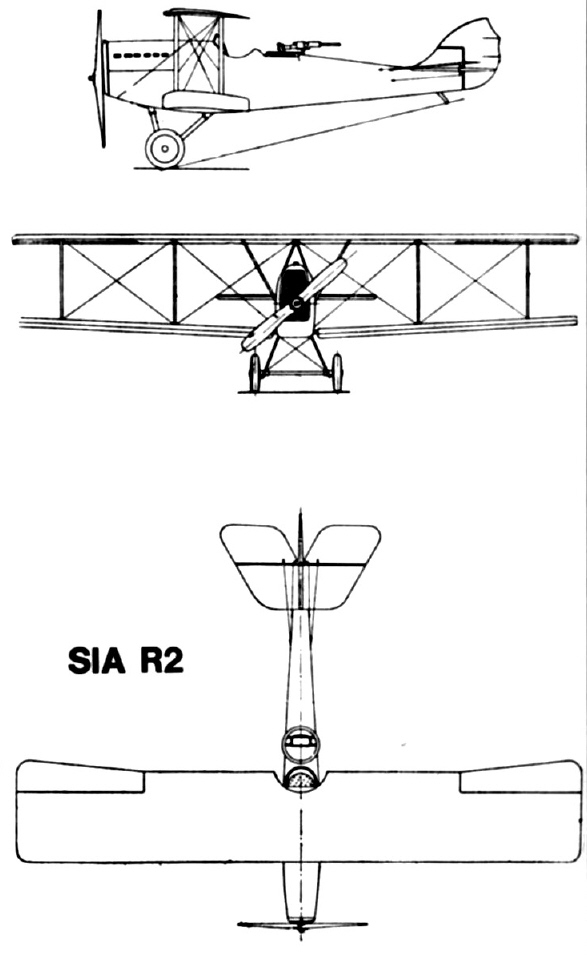
FIAT(S.I.A.) R.2

### Características generales
- Tripulación: Un piloto
- Capacidad: Un observador
- Longitud: 8,80 m
- Envergadura: 12,30 m
- Altura: 3,30 m
- Superficie alar: 46,50 m²
- Peso vacío: 1220 kg
- Peso cargado: 1720 kg
- Planta motriz: 1× 6 cilindros en línea, refrigerado por líquido. Fiat A.12 bis.
  - Potencia: 300 CV (221 kW)
- Hélices: bipala de madera.

### Rendimiento
- Velocidad máxima operativa (Vno): 175 km/h
- Alcance: 550 km
- Alcance en combate: km
- Alcance en ferry: km
- Techo de vuelo: 4800 m

### Armamento
- Ametralladoras:  una Lewis calibre 7,7 mm